# Okeem Challenger
Okeem Challenger (sinh ngày 22 tháng 8 năm 1989) là một cầu thủ bóng đá người Antigua và Barbuda thi đấu cho SAP ở Antigua và Barbuda Premier Division.

## Sự nghiệp quốc tế
Nicknamed Soda, Challenger có màn ra mắt cho Antigua và Barbuda vào tháng 3 năm 2008 trong trận đấu tại Vòng loại giải vô địch bóng đá thế giới trước Aruba, khi vào sân từ ghế dự bị thay cho Randolph Burton và lập tức ghi bàn. Anh có 5 lần khoác áo đội tuyển, nhưng chỉ tham dự 1 trận ở vòng loại World Cup.

### Bàn thắng quốc tế
Tỉ số và kết quả liệt kê bàn thắng của Antigua và Barbuda trước.
| Bàn thắng | Thời gian           | Địa điểm                                                   | Đối thủ | Tỉ số | Kết quả | Giải đấu                                     |
| --------- | ------------------- | ---------------------------------------------------------- | ------- | ----- | ------- | -------------------------------------------- |
| 1.        | 26 tháng 3 năm 2008 | Antigua Recreation Ground, St. John's, Antigua và Barbuda  | Aruba   | 1–0   | 1–0     | Vòng loại giải vô địch bóng đá thế giới 2010 |
| 2.        | 27 tháng 8 năm 2008 | Truman Bodden Sports Complex, George Town, Quần đảo Cayman | Bermuda | 4–0   | 4–0     | Vòng loại Cúp bóng đá Caribe 2008            |
| 3.        | 21 tháng 9 năm 2008 | Antigua Recreation Ground, St. John's, Antigua và Barbuda  | Guyana  | 2–0   | 3–0     | Giao hữu                                     |